# Blun7 a Swishland
Blun7 a Swishland è un singolo del rapper e DJ producer italiano Thasup, pubblicato l'8 novembre 2019 come quinto estratto dal primo album in studio 23 6451.

## Video musicale
Il video, diretto da Erika De Nicola, è stato reso disponibile il 10 marzo 2020 attraverso il canale YouTube del rapper.

## Classifiche

### Classifiche settimanali
| Classifica (2019) | Posizione massima |
| ----------------- | ----------------- |
| Italia            | 1                 |

### Classifiche di fine anno
| Classifica (2019) | Posizione |
| ----------------- | --------- |
| Italia            | 45        |
| Classifica (2020) | Posizione |
| Italia            | 19        |